# Misha Cross
Misha Cross (Varsavia, 27 novembre 1989) è un'attrice pornografica e regista pornografica polacca.

## Biografia e carriera pornografica
È cresciuta in Polonia, dove ha frequentato una scuola tradizionale dove aveva buoni voti. In seguito ha lavorato in un negozio di abbigliamento e ha studiato fotografia prima di entrare nell'industria del porno europeo nel maggio del 2013. Per il suo pseudonimo ha scelto il nome Misha, in quanto questo è un popolare nome russo e Cross che ha una grande valenza simbolica per la cultura russa.
Nel 2015 ottiene l'XBIZ come Miglior Performer Straniera e i due anni successivi vince l'AVN Award for Female Foreign Performer of the Year. Nel 2018 ha esordito alla regia e l'anno successivo ha diretto e interpretato Bacchanalia  per il quale ha ottenuto l'AVN per la miglior scena straniera tra solo ragazze.

## Riconoscimenti
- AVN Awards
  - 2016 – Female Foreign Performer of the Year[9]
  - 2017 – Female Foreign Performer of the Year[10]
  - 2017 – Best Sex Scene In A Foreign Shot Production per Hard in Love con Nikita Bellucci[11]
  - 2020 – Best Foreign-Shot All-Girl Sex Scene per Bacchanalia con Amirah Adara, Anna de Ville, Sophie Sparks e Tiffany Tatum[12]
  - 2020 – Best Foreign-Shot Anal Sex Scene per Elements con Ramon Nomar[13]
- XBIZ Awards
  - 2015 – Foreign Female Performer Of The Year[14]
  - 2015 – Best Sex Scene - All Girl per Misha Cross Wide Open con Kayden Kross[15]